# London Ravens
I London Ravens sono stati una squadra di football americano, di Londra, in Inghilterra. Fondati nel 1982, hanno chiuso nel 1993; hanno vinto 3 titoli di campione nazionale britannico.

## Dettaglio stagioni

### Amichevoli
| Stagione | Vin | Par | Per | Tot | PF | PS | avversaria         |
| -------- | --- | --- | --- | --- | -- | -- | ------------------ |
| 1983     | 1   | 0   | 0   | 1   | 48 | 0  | Northwich Spartans |
| Totale   | 1   | 0   | 0   | 1   | 48 | 0  |                    |

Fonte: americanfootballitalia.com

### Tornei

#### Tornei nazionali

##### Campionato

###### Tabella 1984/Budweiser League National Division
| Stagione | regular season | regular season | regular season | regular season | regular season | regular season | playoff | playoff | playoff | playoff | playoff | playoff   | playoff             |
|          | Vin            | Par            | Per            | Tot            | PF             | PS             | Vin     | Per     | Tot     | PF      | PS      | risultato | avversaria          |
| -------- | -------------- | -------------- | -------------- | -------------- | -------------- | -------------- | ------- | ------- | ------- | ------- | ------- | --------- | ------------------- |
| 1984     | 10             | 0              | 0              | 10             | 271+?          | 0+?            | -       | -       | -       | -       | -       | -         | -                   |
| 1987     | 10             | 0              | 0              | 10             | 412            | 86             | 3       | 0       | 3       | 137     | 23      | Campioni  | Manchester Allstars |
| Totale   | 20             | 0              | 0              | 20             | 683+?          | 86+?           | 3       | 0       | 3       | 137     | 23      |           |                     |

Fonti: Enciclopedia del Football - A cura di Roberto Mezzetti

### Riepilogo fasi finali disputate
| Anno              | Luogo  | Evento                             | Fase del torneo | Incontro                            | Risultato |
| 20 settembre 1987 | Londra | Budweiser League National Division | Bud Bowl        | London Ravens - Manchester Allstars | 40 - 23   |

## Palmarès
- Tabella di merito 1984 (10-0)
- 1 Summerbowl (1985)
- 2 Bud Bowl (1986, 1987)
- 3 Titoli britannici (1985, 1986, 1987)